# Polladras
Polladras – osada w Anglii, w Kornwalii. Leży 15 km na wschód od miasta Penzance i 398 km na południowy zachód od Londynu.